# إيرفين فيلد
إيرفين فيلد (بالإنجليزية: Irvin Feld) هو مروج موسيقى أمريكي، ولد في 19 أبريل 1918 في هاجرستاون في الولايات المتحدة، وتوفي في 6 سبتمبر 1984 في فينيس، فلوريدا في الولايات المتحدة.